# Joseba Agirreazkuenaga
Joseba Agirreazkuenaga Zigorraga (Bilbao, Vizcaya, 27 de febrero de 1953) es un investigador e historiador vasco, especialista en la crisis del antiguo régimen, los fueros, el autogobierno, el concierto económico y su sistema fiscal, así como en los movimientos sociales, tanto en Bilbao como en el conjunto del País Vasco.

## Biografía
Nació en Bilbao, pero pasó la niñez en Busturia. En 1976, se licenció en Geografía e Historia por la Universidad de Deusto. El 1972, hizo su primer proyecto de investigación, sobre etnografía en Busturia, con la supervisión de José Miguel de Barandiarán. Fue becario predoctoral en el programa del Comité Conjunto Hispanoamericano (en la Universidad de Nevada y en la Universidad de Deusto) y se doctoró el 1985 con una tesis dirigida por Julio Caro Baroja.
Es profesor de la Universidad del País Vasco desde 1980, en la Facultad de Ciencias Sociales y Comunicación, de la que es catedrático desde 1995.
Fue profesor visitante en la Universidad de Oxford (1989-1990, 2006-2007) en el Instituto Universitario Europeo de Florencia (1993), y en la Universidad de Nevada Reno Center for Basque Studies (2013-2014), así como director del Centro ITUN de Documentación e Investigación del Concierto Económico y las Haciendas Forales del País Vasco, el 2007.
Sus ámbitos de investigación habituales han sido la biografía y la prosopografia, la crisis del antiguo régimen, y las revoluciones liberales.
Actualmente, gestiona el proyecto de regeneración cultural de la Biblioteca Bidebarrieta (Bilbao) y dirige la revista Bidebarrieta. Anuario de ciencias sociales y humanidades de Bilbao. También es miembro del comité de redacción de varias publicaciones científicas: Revista Internacional de Estudios Vascos, Vasconia, Cuadernos de Historia-Geografía de Eusko Ikaskuntza, Ernaroa e Historia, Antropología y Fuentes Orales.

## Directivo del Eusko Ikaskuntza
Entre el 1998 y el 1992, fue presidente del departamento de Historia y Geografía de la Sociedad de estudios vascos  Eusko Ikaskuntza y, entre el 1991 y el 1997, también fue vicepresidente en Vizcaya del mismo organismo. Después de morir José Miguel de Barandiarán, participó en la presidencia colegiada de la entidad y dirigió el XII Congreso.
Además, en esta institución, fue fundador y primer director de la publicación Asmoz eta Jakitez y organizó 21 simposios sobre la historia de Bilbao.

## Miembro veterano de la Udako Euskal Unibertsitatea
Es un miembro histórico de la Udako Euskal Unibertsitatea (UEU), la universidad vasca de verano, en la que ha participado activamente casi desde que se fundó (1973). El 1974, participó por primera vez como ponente de la sección de historia y, a lo largo de los años, ha seguido cooperando con otras 42 participaciones en los cursos de verano de la UEU.

## Premios y reconocimientos
- 2020: Premio Euskadi de investigación otorgado por el Gobierno Vasco
- 2015: Presidente de la Comisión Internacional para la Historia de las Instituciones Representativas y Parlamentarias.
- 2014: Profesor visitante distinguido en el programa William A. Douglass del Centro de Estudios Vascos de la Universidad de Nevada, Reno, para el 2013-2014.
- 2011: Premio Miguel de Unamuno del Ayuntamiento de Bilbao, por el ensayo Euskal Herritarren burujabetza politikoaren auzia mundu berriaren zurrunbiloan.
- 2010: Miembro de la red de investigación histórica del Parlamento Europeo.
- 2007: Premio de investigación de la Fundación Euskoiker en la especialidad de humanidades.
- 1986: Premio de historia de las Encartaciones, del Ayuntamiento de Galdames.
- 1981: Premio Resurrección María Azkue para la investigación en vasco otorgado por la Caja de Ahorros Municipal de Bilbao.